# Ревин Хутор
Ревин Хутор — посёлок в Камызякском районе Астраханской области России. Входит в состав Раздорского сельсовета. Население 27 человек (2013), 91 % из них — русские (2002) .

## География
Ревин Хутор расположен в пределах Прикаспийской низменности в южной части Астраханской области, в дельте реки Волги и находится на острове, образованным реками Большая и Малая Чёрная, ериком Гуськии и Створненским банком. Уличная сеть состоит из одного географического объекта: улица Ленина, идущая по левом берегу р. Большая Чёрная на расстоянии около 4 км. Напротив, на правом берегу — с. Чапаево, между которыми действовала переправа.
Абсолютная высота 27 метров ниже уровня моря.
Климат
умеренный, резко континентальный, характеризуется высокими температурами летом и низкими — зимой, малым количеством осадков, а также большими годовыми и летними суточными амплитудами температуры воздуха.

## Население
| 2002 | 2010 | 2013 |
| ---- | ---- | ---- |
| 46   | ↘34  | ↘27  |

Национальный и гендерный состав
По данным Всероссийской переписи в 2010 году, численность населения составляла 34 человека (15 мужчин и 19 женщин, 44,1 и 55,9 %% соответственно).
Согласно результатам переписи 2002 года, в национальной структуре населения русские составляли 91 % от общей численности населения в 45 жителей.
| Национальность | Численность (2010) | Процент |
| -------------- | ------------------ | ------- |
| Русские        | 30                 | 78,9%   |
| Казахи         | 8                  | 21,1%   |
| Всего          | 38                 | 100%    |

## Инфраструктура
Сельское хозяйство (выращивание арбузов). Рыбоводство. Туризм (база отдыха).

## Транспорт
Подъездная дорога к п. Ревин Хутор от региональной автодороги Раздор — Каспий (идентификационный номер 12 ОП РЗ 12Н 102).
Водный транспорт.